# Rosyjska Szkoła Wojskowa w Szantungu
Rosyjska Szkoła Wojskowa w Szantungu (ros. Русское военное училище в Шаньдуне) - uczelnia wojskowa armii chińskiej utworzona przez Białych Rosjan istniejąca w latach 1927–1928
W 1927 r. w Szantungu z inicjatywy białych oficerów rosyjskich została utworzona uczelnia wojskowa. Funkcję komendanta objął płk Innokientij (Illarion) W. Kobyłkin. Cała kadra wykładowcza była skompletowana z Białych Rosjan. Kursantami byli natomiast zarówno Rosjanie, jak też Chińczycy. Okres szkolenia trwał początkowo pół roku, potem zwiększono go do roku, zaś ostatecznie wynosił 2 lata. Rosyjscy absolwenci uczelni stawali się automatycznie członkami Rosyjskiego Związku Ogólnowojskowego (ROWS) w stopniu podporucznika. Uczniami Szkoły było ok. 300 kursantów, a ukończyło ją 60 osób. W składzie szkoły spośród uczestników pierwszego kursu został sformowany samodzielny pułk z kompaniami piechoty, kawalerii i artylerii. Rosyjscy i chińscy kursanci, którzy zakończyli szkolenie. byli kierowani do oddziałów Rosyjskiej Grupy Wojsk w Chinach. W 1928 r. szkołę wraz z pułkiem przeniesiono do Mandżurii, gdzie zostały rozformowane.